# Aflenz Land
Aflenz Land là một đô thị thuộc huyện Bruck an der Mur thuộc bang Steiermark, nước Áo. Đô thị Aflenz Land có diện tích 39 km², dân số thời điểm cuối năm 2005 là 1647 người.